# Cultura Sociale
"Quale il nostro programma? Quali idee, quali propositi daranno luogo e sviluppo al nostro movimento, come partito d'azione e di conquista della vita pubblica? (...) ormai, 'CONTRO LA VORACE POTENZA DEL CAPITALE ACCUMULATO, CONTRO L'ANARCHIA ECONOMICA E POLITICA E L'ACCENTRAMENTO STATALÈ, il quale perturba profondamente tutte le funzioni sociali, le classi inferiori incominciano o cominceranno presto una contesa lunga (...) in queste agitazioni guelfe contro ogni cesarismo ghibellino, rinnovantesi per i secoli, il popolo italiano ha un alleato storico validissimo: il Papato (...) ora il segreto di questo ricorso singolare di tendenze guelfe, - vale a dire dirette a sviluppare l'organizzazione delle classi e le autonomie locali e il ritorno delle supreme norme cristiane nella vita pubblica e sociale - è appunto una intima unione fra la vita sociale e la religione, fra gl'istituti popolari di vita economica e civile e la Chiesa animatrice e regolatrice potente..."
Cultura Sociale fu una rivista culturale italiana nata nel gennaio 1898 e chiusa nel gennaio 1906.

## Storia
«Cultura Sociale» viene fondata a Roma dal giovane sacerdote Romolo Murri con il sottotitolo che dal novembre 1899 diventa "Rivista mensile del movimento cattolico popolare".
Essa si propone di avvicinare alla cultura moderna il cattolicesimo interessandosi al mondo del lavoro in quegli anni scosso da gravi problemi sociali e da contrasti di classe.
Murri propone il suo Programma politico sul primo numero di "Cultura Sociale":
Il pensiero di Murri e la sua rivista fu seguita dall'interesse generale dal 1898 al 1901 collocandosi al centro del movimento democratico cristiano.
Sorgono ovunque centri democratici cristiani, sia al Nord che al Sud dove opera molto attivamente don Sturzo e il movimento di Murri è in grado di gareggiare, per la forza politica che esprime, con lo stesso Partito Socialista Italiano.
Ma con l'avvento al soglio papale di Pio X, che a differenza di  Leone XIII esige un laicato obbediente e sottomesso all'autorità della diocesi, ha inizio la parabola discendente della rivista.
Il 16 luglio 1906, nel n. 207, la direzione annuncia di cessare le pubblicazioni "non volendo entrare in conflitto con l'autorità ecclesiastica".